# 天祖神社 (世田谷区経堂)
天祖神社（てんそじんじゃ）は東京都世田谷区の神社。

## 概要
1507年（永正4年）に創建された。江戸幕府昌平坂学問所が編纂した『新編武蔵風土記稿』には、「鎮座ノ年代ヲ知ラズ」とされているが、地元では古くから永正4年（1507年）の鎮座と言い伝えられている。
当初の名称は「伊勢宮」であり、経堂在家村の鎮守であった。明治時代になり「天祖神社」に改称した。
境内には胞衣塚がある。塚の下には胞衣壺が納められている。

## 交通アクセス
- 千歳船橋駅より徒歩10分。